# 宜阳、汾北之战
宜阳、汾北之战，569年（北齐天统五年、北周天和四年）九月至571年六月，北齐太傅斛律光率军在宜阳、汾北（今山西省乡宁县以北）击败北周的作战。
569年八月，北齐将领独孤永业攻打北周，北周能奔达献出杀孔城（今河南省伊川县西南）归降北齐。九月，周武帝派齐公宇文宪、柱国李穆率军攻打北齐，修筑崇德五城，然后围攻宜阳，断绝了宜阳的粮道。570年正月，斛律光率三万步骑军来救宜阳。长期对峙，没有解围宜阳。北齐在宜阳附近修筑统关、丰化二城，疏通了宜阳的粮道。斛律光退军，北周追击，斛律光将其击败，俘虏北周开府仪同三司宇文英、梁景兴。十二月，斛律光从平阳抵达汾北，修筑华谷、龙门（今山西河津市西）二城，与韦孝宽对峙，围攻北周的定阳（今山西吉县）。宇文宪于是解围宜阳，救援汾北。北周宇文护出长安屯守同州（今陕西省大荔县）。
571年正月，斛律光在汾北修筑十三城，开拓土地五百余里。韦孝宽从玉壁攻打齐军，被斛律光击败。三月，宇文宪从龙门渡过黄河，攻下北齐新修五城，斛律光于是退守华谷。北齐太宰段韶、兰陵王高长恭率军南下，攻克柏谷城（今河南宜阳南）。四月，北周宇文纯攻克宜阳九城，斛律光率军五万救援。六月，宇文护派参军郭荣救援宇文宪，段韶将他击败。齐军包围定阳，段韶派高长恭带领千余精兵，埋伏在定阳东南涧口，防备定阳守将杨敷突围。定阳城中粮尽，杨敷在夜间突围，遭遇高长恭伏击战败。齐军攻下汾州和姚襄城（今山西吉县西北黄河东岸），北周占领宜阳九城，斛律光在宜阳城下与北周作战，攻克北周建安（今河南宜阳西）等四城，俘获一千余人回军。